# Marisa Winkelhausen
Marisa Winkelhausen (3 de junio de 1988) es una deportista suiza que compite en curling.
Ganó dos medallas de oro en el Campeonato Mundial de Curling, en los años 2015 y 2019, y una medalla de plata en el Campeonato Europeo de Curling Femenino de 2018.

## Palmarés internacional
| Campeonato Mundial | Campeonato Mundial    | Campeonato Mundial | Campeonato Mundial |
| Año                | Lugar                 | Medalla            | Prueba             |
| ------------------ | --------------------- | ------------------ | ------------------ |
| 2015               | Sapporo (Japón)       | Medalla de oro     | Equipo             |
| 2019               | Silkeborg (Dinamarca) | Medalla de oro     | Equipo             |
| Campeonato Europeo |                       |                    |                    |
| Año                | Lugar                 | Medalla            | Prueba             |
| 2018               | Tallin (Estonia)      | Medalla de plata   | Equipo             |